# Pat Swilling
College Football Hall of Fame 2009
(en) Statistiques sur pro-football-reference
Patrick Travis Swilling (né le 25 octobre 1964 à Toccoa) est un joueur américain de football américain.

## Carrière

### Université
Swilling étudie à l'université technique de Géorgie, jouant pour l'équipe de football américain des Yellow Jackets. Il bat le record de sack lors d'un match universitaire, contre les Wolfpack de North Carolina State ainsi que le record de sack en une saison avec quinze.

### Professionnel
Pat Swilling est sélectionné au troisième tour de la draft de la NFL 1986 par les Saints de La Nouvelle-Orléans au soixantième choix. Dès sa saison de rookie, Swilling impressionne en faisant 10,5 sacks lors de cette saison. Il va faire partie de la défense des Saints qui va être connu au début des années 1990 comme étant impitoyable. Swilling est nommé meilleur joueur défensif de la saison 1991 après avoir fait 17 sacks et la saison 1992 voit la Dome Patrol, formation constituée par Rickey Jackson, Vaughan Johnson, Sam Mills et Swilling, dominer le classement des sacks de la NFL.
En 1993, Pat est échangé aux Lions de Détroit pour un choix du draft. Pour son arrivée, Detroit enlève le maillot no 56 de Joe Schmidt des maillots retirés et Swilling endosse le maillot bleu ciel de Detroit floqué du no 56. Pour sa première année à Detroit, il va être sélectionné pour son dernier Pro Bowl. La saison suivante, il joue tous les matchs de la saison mais seulement sept comme titulaire.
Dès la saison 1994 achevée, il signe avec les Raiders d'Oakland où il passe deux saisons comme titulaire avant d'être relégué sur le banc en 1998 après avoir passé une saison vierge.

## Palmarès
- Joueur défensif de la saison 1991
- Seconde équipe All-Pro 1989 et 1990
- Équipe All-Pro 1991 et 1992
- Sélection au Pro Bowl lors des saisons 1989, 1990 et 1991, 1992 et 1993